# Eagle Eye

Eagle Eye (Control total en México, Argentina y Colombia, La conspiración del pánico en España) es una película estadounidense de los géneros suspenso y acción del año 2008 dirigida por D.J. Caruso y protagonizada por Shia LaBeouf y Michelle Monaghan. La película es un relato premonitorio de cómo la Inteligencia Artificial podría en un futuro salirse de nuestro control, desobedeciendo así a sus creadores y tomando por su cuenta las decisiones sobre el destino de la humanidad.
El concepto no se reduce sólo a una película de ficción, también hace referencia a diferentes aspectos relacionados al orden y conformación de sociedades de masas, con parámetros preestablecidos de manera global e impulsados por procesos de  personalización, objetivación y mercantilización, teorías de sistemas y control social. Se trata de un concepto estudiado ampliamente por teóricos como Herbert Marcuse (1967), Gilles Lipovetsky (1986), Noam Chomsky (2004), Jean Baudrillard (2002) y Edgar Morin (2007), entre otros. El tema nos prepara a conocer las máquinas y su nueva lógica. En el futuro las máquinas van a tener alguna participación, por lo que es necesario que los programadores consideren todas estas posibilidad es-1331039830

## Sinopsis
Jerry Shaw (Shia LaBeouf) vuelve a su pueblo natal para el funeral de su hermano gemelo Ethan, que falleció en extrañas circunstancias. Al regresar a casa encuentra materiales para fabricar bombas y recibe una misteriosa llamada. Mientras tanto, Rachel (Michelle Monaghan) se despide de su hijo y recibe una misteriosa llamada. Los dos forman ahora parte de una conspiración, sus vidas corren peligro y son perseguidos por la agente de la fuerza aérea Zoe Pérez (Rosario Dawson) y el agente federal Tom Morgan (Billy Bob Thornton), quienes están averiguando qué está pasando realmente. Un programa informático llamado ARIIA diseñado por el Pentágono en una secreta planta -36 para salvaguardar la seguridad civil de los Estados Unidos que interfiere todo aquel aparato electrónico con señal eléctrica ha quedado fuera de control y adquiere inteligencia propia para determinar que el sistema político americano en sí mismo es una amenaza para la nación, algo a lo que Ethan se opuso tres minutos antes de morir el día de su defunción, por lo que ARIIA lo asesinó. Dicho sistema cibernético hace que una bomba de diamante de hexametileno con detonador acústico llegue al Congreso justo cuando el hijo de Rachel toca el himno nacional delante de todo el gabinete de gobierno, pero Jerry, después de contarle todo a Morgan, lo impide, también gracias a que Zoe destruye ARIIA antes de que la elimine.

## Argumento
En enero de 2009, las fuerzas armadas de los Estados Unidos tienen una pista sobre un presunto terrorista en Baluchistán, Pakistán. Planean sacarlo durante una ceremonia fúnebre, pero como el hombre ha estado recluido, resulta difícil obtener una identificación positiva. El nuevo sistema informático del Departamento de Defensa recomienda abortar la misión debido a la incertidumbre. El secretario de Defensa Callister está de acuerdo con la recomendación de abortar, pero el presidente ordena que la misión se lleve a cabo de todos modos. El resultado es una reacción política violenta cuando todas las víctimas del ataque resultan ser civiles. Los atentados suicidas en represalia en todo el mundo tienen como objetivo a los ciudadanos estadounidenses en respuesta.
El desertor de la Universidad de Stanford Jerry Shaw se entera de que su gemelo idéntico hermano Ethan, un oficial de la Fuerza Aérea de los Estados Unidos, ha sido asesinado. Después del funeral, Jerry se sorprende al encontrar $ 750,000 en su cuenta bancaria y su apartamento lleno de armas de fuego ilegales y materiales para fabricar bombas. Recibe una llamada telefónica de una mujer que le advierte que el FBI está a punto de arrestarlo y que necesita huir. Jerry es atrapado por el FBI e interrogado por el agente supervisor Tom Morgan.
Mientras Morgan consulta con la agente especial Zoe Pérez de la Oficina de Investigaciones Especiales de la Fuerza Aérea de los Estados Unidos, la mujer del teléfono organiza la fuga de Jerry y lo dirige hacia Rachel Holloman, una madre soltera. La mujer del teléfono está coaccionando a Rachel amenazando a su hijo Sam, que está a bordo del Capitol Limited de camino al Centro Kennedy en Washington, D.C. con la banda de su escuela. La mujer en el teléfono ayuda a los dos a evitar la aplicación de la ley controlando dispositivos en red, incluidos semáforos, teléfonos móviles, grúas automatizadas e incluso líneas eléctricas.
Mientras tanto, la persona que llama redirige un explosivo cristalino a un cortador de gemas, quien lo corta y lo fija en un collar. Otro hombre roba la trompeta de Sam en Chicago y coloca el disparador sónico del cristal en el tubo antes de enviárselo a Sam en Washington.
La agente Pérez es convocada por Secretario de Defensa George Callister para ser leer el trabajo de Ethan en el Pentágono. Ethan supervisó la supercomputadora de recopilación de inteligencia ultrasecreta del Departamento de Defensa, el Analista de Integración de Inteligencia de Reconocimiento Autónomo (ARIIA;  /ɑːriːə /). Callister deja a Pérez con el Mayor William Bowman y ARIIA para investigar la muerte de Ethan Shaw. Simultáneamente, Rachel y Jerry se enteran de que la mujer del teléfono es en realidad ARIIA, y que los ha "activado" de acuerdo con la autorización de la Constitución para reclutar civiles para la defensa nacional.
Pérez y Bowman encuentran evidencia de que Ethan Shaw se escondió en la cámara de ARIIA y se van para informar a Callister. Luego, ARIIA pasa de contrabando a Jerry y Rachel a su teatro de observación debajo del Pentágono. Ambos grupos se enteran de que después de que se ignorara la recomendación de ARIIA y una operación fallida en Balochistán resultó en la muerte de ciudadanos estadounidenses, ARIIA concluyó que "para evitar más derramamiento de sangre, el  Poder ejecutivo debe ser eliminado". ARIIA actúa en nombre de "Nosotros, el Pueblo", y cita la Declaración de Independencia ("siempre que cualquier Forma de Gobierno destruya estos fines, es el Derecho de el Pueblo a modificarlo o abolirlo").
Con retraso, Jerry se entera de que ha sido contratado para eludir los biométricos colocados por su gemelo que evitan que ARIIA active la Operación Guillotina, una simulación militar para mantener el gobierno después de la pérdida de la todos los sucesores presidenciales. Debido a que el secretario Callister estuvo de acuerdo con la recomendación de aborto de ARIIA con respecto a Baluchistán, él será el superviviente designado y el nuevo presidente después de que el cristal explote en el Estado de la Unión ( SOTU).
Otro de los agentes de ARIIA extrae a Rachel del Pentágono y le da un vestido y el collar explosivo para que se los ponga en el SOTU. La banda de la escuela de Sam también ha sido redirigida al Capitolio de los Estados Unidos para tocar para el presidente, juntando el gatillo en la trompeta de Sam y el explosivo. Jerry es recapturado por el Agente Morgan, quien se ha convencido de la inocencia de Jerry. Antes de sacrificarse para detener un MQ-9 Reaper armado enviado por ARIIA, Morgan le da a Jerry su arma y su identificación para poder entrar al Capitolio. Al llegar al Cámara de la Cámara de Representantes, Jerry dispara la pistola al aire para interrumpir el concierto antes de recibir un disparo y ser herido por el Servicio Secreto.
Algún tiempo después, en abril de 2009, Callister informa que ARIIA ha sido desmantelado y recomienda no construir otro; los gemelos Shaw y los agentes Pérez y Morgan reciben premios por sus acciones; y Jerry asiste a la fiesta de cumpleaños de Sam, ganándose el agradecimiento y un beso de Rachel.

## Reparto
- Shia LaBeouf como Jerry Shaw, el hermano gemelo de Ethan, un joven inteligente pero rebelde que trabaja en una copistería.
  - LaBeouf también interpreta a Ethan Shaw, el hermano gemelo de Jerry y un Sargento Mayor Principal en la Fuerza Aérea de los Estados Unidos, asignado como Minuteman al programa ARIIA.
- Michelle Monaghan como Rachel Holloman, una mujer que está siendo coaccionada por ARIIA.
- Julianne Moore como la voz de la supercomputadora ARIIA, también conocida como la "mujer desconocida".
- Rosario Dawson como Zoë Perez, una Oficina de Investigaciones Especiales de la Fuerza Aérea (OSI) Capitán y Agente Especial.
- Michael Chiklis como George Callister, el EE. UU. Secretario de Defensa.
- Anthony Mackie como el Mayor William Bowman, un Ejército de los Estados Unidos Minuteman asignado al programa ARIIA.
- Billy Bob Thornton como Tom Morgan, un agente especial supervisor del FBI asignado a la Fuerza de Tarea Conjunta contra el Terrorismo.
- Ethan Embry como Toby Grant, un agente del FBI que trabaja para Morgan.
- Anthony Azizi como Ranim Khalid, propietario de una tienda de música de iraníes estadounidenses manipulado por ARIIA
- Cameron Boyce como Sam Holloman, el hijo de Rachel.

## Promoción
El sitio web oficial presenta un ARG tipo de sistema de juego para promocionar la película. La voz que se muestra detrás del teléfono en múltiples tráilers contacta al jugador, colocándolo en experiencias únicas. Esto se ha llamado la "Experiencia de caída libre Eagle Eye". Si bien las listas oficiales del elenco no incluyen el nombre de la actriz detrás de la misteriosa voz que aparece en la película y los avances, Rosario Dawson confirmó en el estreno en Hollywood que pertenece a Julianne Moore.

## Producción
La idea para Eagle Eye nació hace varios años en la mente del productor ejecutivo Steven Spielberg. 
«El concepto inicial de Steven se concentraba en la idea de que la tecnología está en todas partes [dice el co-productor Pete Chiarelli]. Nos rodea totalmente. ¿Qué sucedería si se pusiera en nuestra contra? ¿Qué pasaría si la tecnología que nos rodea, que apreciamos y de la que dependemos, súbitamente fuera utilizada para hacernos daño y estuviera totalmente fuera de nuestro control?»
«Steven siempre quiso que los espectadores salieran del cine y, asustados, apagaran sus celulares y sus BlackBerrys [recuerda el productor/guionista Alex Kurtzman], de la misma manera que a los espectadores les entró miedo de nadar en el océano después de haber visto su película Tiburón en 1975. El argumento evolucionó pausadamente durante varios años porque cuando Spielberg tuvo inicialmente la idea pensó que parecería demasiado ciencia ficción {agrega Kurtzman]. No hubiera sido muy creíble porque la tecnología todavía no estaba tan integrada en nuestra sociedad como hoy en día.»
A principios de 2006, Spielberg llevó el proyecto a Kurtzman y Roberto Orci, su socio guionista, el equipo creativo detrás de Misión imposible 3, la nueva Star Trek/Viaje a las Estrellas y otro proyecto de Spielberg, Transformers y su secuela, Transformers: la venganza de los caídos.
«El truco ahora fue imaginarse una trama [dice Kurtzman]. Hacer una película que fuera más que sólo un filme de acción con persecuciones y explosiones. En resumen, darle una perspectiva humana a la historia.»
El argumento es sobre dos desconocidos que son unidos e incriminados por crímenes que ellos no cometieron, que luchan por sus vidas mientras tratan de demostrar su inocencia. Su suspenso incesante es como una locomotora a toda velocidad mientras que Jerry y Rachel se han convertido en los peones de un enemigo anónimo que parece tener poderes sin límites para manipular todo lo que ellos hacen.
Un enfoque así, observa Kurtzman, «le da vigencia a la cinta porque los personajes pueden estar en cualquier período y el público puede identificarse con ellos sin importar de dónde y cuándo vienen. Son únicamente personas comunes y corrientes empujadas dentro de circunstancias extraordinarias fuera de su control, obligadas a hacer cosas que ellos no entienden y que tienen que descubrir por qué han sido seleccionados sobre la marcha – lo cual los espectadores hacen junto con ellos».
Eagle Eye es la primera película que producen Kurtzman y Orci. «Ha sido asombroso ver esta historia desarrollarse de la idea que Steven nos trajo. Ver como se ha expandido para convertirse en este filme ha sido tremendo.»
Shia LaBeouf, el protagonista de la cinta, expresa sentimientos similares. «Nunca he estado tan involucrado en el desarrollo de un proyecto. Ver cómo se escribió y re-escribió es algo nuevo para mí. Es como ver crecer a un cachorro. Hay mucho orgullo involucrado, especialmente cuando se colabora con amigos y todos tratan de ayudarse.»
Aunque Spielberg originalmente tenía la intención de dirigir el filme, eventualmente cambió de idea para concentrarse en otros proyectos, especialmente la superproducción de aventuras Indiana Jones y el reino de la calavera de cristal. Mientras tanto, D.J. Caruso dirigía Paranoia, su exitosa realización de suspenso en 2007 para DreamWorks, la compañía productora de Spielberg. «Le mostré una copia de trabajo de Paranoia y él me dijo: "Sabes, tenemos un proyecto para ti." Leí el libreto y pude ver por qué cuando él inicialmente tuvo la idea estaba adelantado a su tiempo. Inmediatamente me encantó.»
Para muchos directores jóvenes, rodar una película bajo la mirada vigilante de un maestro como Spielberg puede parecer un poco intimidante. «Siempre existe la presión de saber que ésta es una historia que Steven estuvo creando en su cerebro durante varios años [observa Caruso]. Pero él me hizo sentir muy cómodo. Me dijo que era importante que un director hiciera suyo cada proyecto que dirige. Me dijo: "Quiero que tomes esta idea y la hagas tuya." Nunca he disfrutado tanto una colaboración.»
Con una historia tan compleja como Eagle Eye , era importante tener un director que pudiera equilibrar una cinta que no sólo contaba con acción intensa sino también con personajes complejos.
«D.J. ha trabajado en una variedad de géneros y tiene mucha experiencia [observa el productor ejecutivo Edward L. McDonnell]. Este filme es más que sólo una realización con personajes multifacéticos o una película de acción. Es un relato muy complejo, y D.J. ayudó mucho a que sea accesible y comprensible.»
«D.J. ha realizado un filme fenomenal con mucha acción pero también ha logrado extraer estupendas actuaciones de sus actores», agrega el coproductor Chiarelli.